# Quercus toumeyi
Quercus toumeyi és una espècie de roure que pertany a la família de les Fagàcies.

## Distribució
Creix entre els 1500-1800 m, en pendents rocosos i en boscos de roure i chaparral obert. Es troba a Mèxic (Chihuahua i Sonora) i als Estats Units (Arizona, Nou Mèxic i Texas).

## Descripció
Quercus toumeyi és un arbust o petit arbre, de fulles caduques o subperennifòlies. L'escorça és de color gris fosc a gairebé negre i amb escates. Les branques tenen un color marró, 1-2 mm, generalment persistentment pubescent. Les gemmes són de color marró vermellós, de forma ovoide, aproximadament 1 mm. Les fulles tenen un pecíol 2-3,5 mm. El limbe de les fulles són oblongoel·líptiques o lanceolades, de 15-25 (-30) × (6) 8-12 (-15) mm, base obtusa o cuneades, rarament subcordades, amb marges fortament cartilaginosos, tot, de vegades escassament mucronada-dentat cap a l'àpex. Les venes secundàries 7-8 en cada costat, àpex agut, de vegades arrodonides; superfícies revés gris opac, pubescents microscòpicament amb pèls llargs, suaus, blancs o grocs concentrats en flocs al llarg de la vena mitjana i la base, el feix verd brillant, escassament minuciosament estavellat-pubescents o glabrate. Les glans són solitàries o aparellades, subsèssil o al peduncle 2 mm; tassa en forma de copa, 6 mm × profunda ca. 8-9 mm d'ample, ca. tancant 1/3 nou, escales moderadament tubercles. Les nous tenen un color marró clar, per poc ovoide o el·líptica, 8-15 × 6-8 mm. Els cotilèdons diferents. La floració es produeix a la primavera.

Quercus Toumeyi, en particular la forma més espinescents fulles, es confon sovint amb Q. turbinella. Aquesta última espècie té glans en peduncles superiors a 10 mm, i més o menys uniformement distribuïda minuts, tricomes planes, estavellades a la superfície abaxial de la fulla, en contrast amb les glans subsèssil i pèls rectes més llargs al llarg de la vena mitjana de la superfície de la fulla abaxial en Q. toumeyi